# Aconitum raddeanum
Aconitum raddeanum är en ranunkelväxtart som beskrevs av Eduard August von Regel. Aconitum raddeanum ingår i släktet stormhattar, och familjen ranunkelväxter. Inga underarter finns listade i Catalogue of Life.